# Singles Collection: The London Years
Singles Collection: The London Years je trostruki kompilacijski album The Rolling Stonesa iz 1989. godine. To je četvrti album koji je, nakon prekida suradnje s grupom, objavila izdavačka kuća ABKCO. Na kompilaciji se nalaze svi singlovi Stonesa od 1963. pa sve do 1971. godine.

## Popis pjesama

### Disk 1
1. "Come On" – 1:48
2. "I Want to Be Loved" – 1:52
3. "I Wanna Be Your Man" – 1:43
4. "Stoned" – 2:09
5. "Not Fade Away" – 1:47
6. "Little by Little" – 2:39
7. "It's All Over Now" – 3:27
8. "Good Times, Bad Times" – 2:31
9. "Tell Me" – 2:47 / 3:48 (2002 reissue)
10. "I Just Want to Make Love to You" – 2:17
11. "Time Is on My Side" – 2:59
12. "Congratulations" – 2:28
13. "Little Red Rooster" – 3:05
14. "Off the Hook" – 2:34
15. "Heart of Stone" – 2:45
16. "What a Shame" – 3:03
17. "The Last Time" – 3:42
18. "Play With Fire" - 2:14
19. "(I Can't Get No) Satisfaction" – 3:43
20. "The Under Assistant West Coast Promotion Man" – 3:08
21. "The Spider and the Fly" – 3:38
22. "Get Off of My Cloud" – 2:54
23. "I'm Free" – 2:24
24. "The Singer Not the Song" – 2:22
25. "As Tears Go By" – 2:45

### Disk 2
1. "Gotta Get Away" – 2:07
2. "19th Nervous Breakdown" – 3:56
3. "Sad Day" – 3:01
4. "Paint It, Black" – 3:44
5. "Stupid Girl" – 2:55
6. "Long Long While" – 3:01
7. "Mother's Little Helper" – 2:45
8. "Lady Jane" – 3:10
9. "Have You Seen Your Mother, Baby, Standing in the Shadow?" – 2:34
10. "Who's Driving Your Plane?" – 3:14
11. "Let's Spend the Night Together" – 3:26
12. "Ruby Tuesday" – 3:13
13. "We Love You" – 4:36
14. "Dandelion" – 3:48
15. "She's a Rainbow" – 4:11
16. "2000 Light Years from Home" – 4:44
17. "In Another Land" – 2:53
18. "The Lantern" – 4:26
19. "Jumpin' Jack Flash" – 3:38
20. "Child of the Moon" – 3:12

### Disk 3
1. "Street Fighting Man" – 3:09
2. "No Expectations" – 3:55
3. "Surprise, Surprise" – 2:30
4. "Honky Tonk Women" – 3:00
5. "You Can't Always Get What You Want" – 4:49
6. "Memo from Turner" – 4:06
7. "Brown Sugar" – 3:49
8. "Wild Horses" – 5:42
9. "I Don't Know Why" – 3:01
10. "Try a Little Harder" – 2:17
11. "Out of Time" – 3:22
12. "Jiving Sister Fanny" – 3:20
13. "Sympathy for the Devil" – 6:17

## Top ljestvice

### Album
| Godina | Ljestvica         | Pozicija |
| ------ | ----------------- | -------- |
| 1989.  | The Billboard 200 | #91      |

## Vanjske poveznice
- allmusic.com - Singles Collection: The London Years